# Fantasía castellana

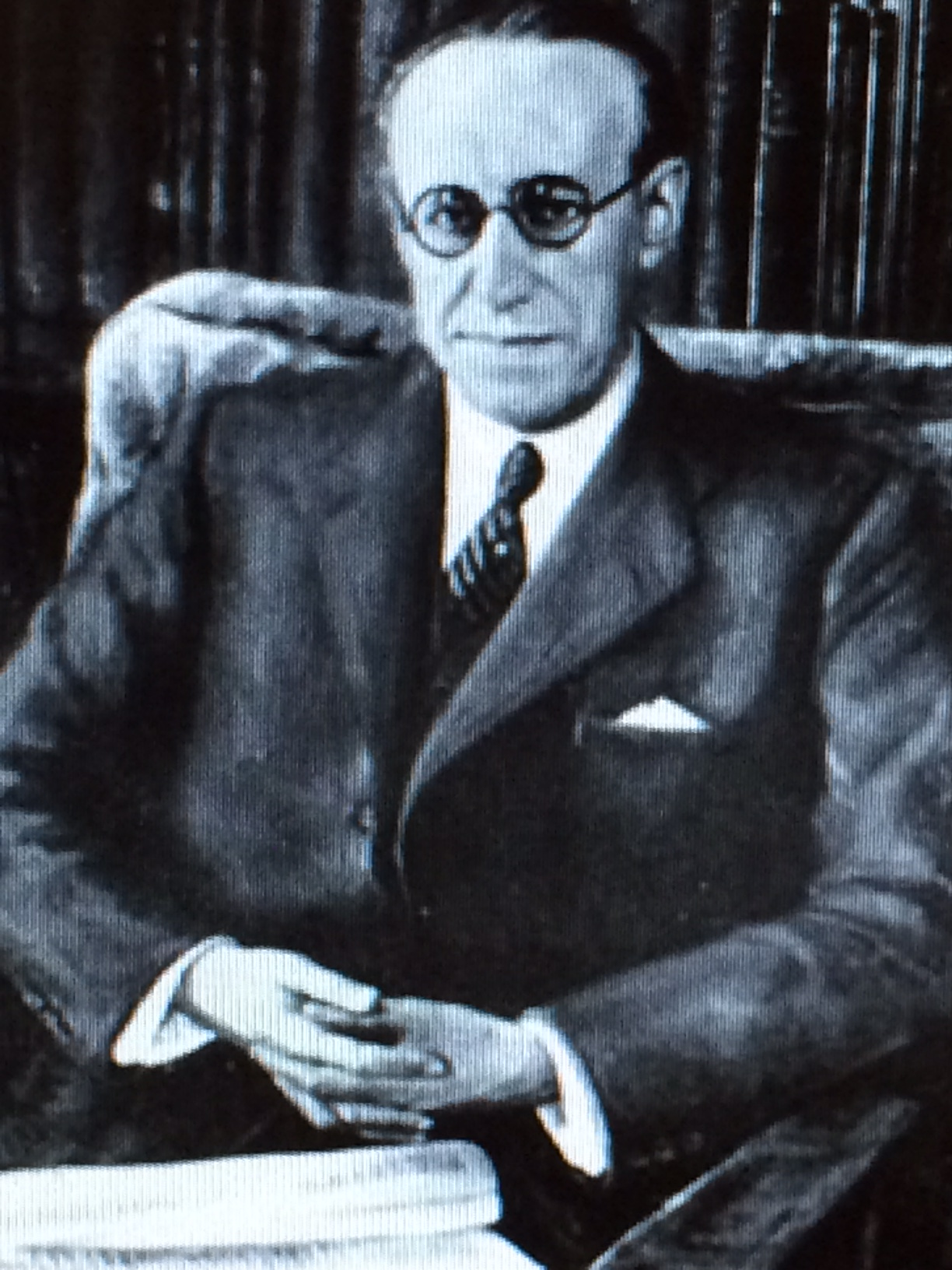
Conrado del Campo y Zabaleta

La Fantasia castellana és un concert per a piano i orquestra escrit pel compositor Conrado del Campo l'agost de 1947. En aquesta obra, el que sempre ha caracteritzat al compositor (idealisme abstracte entorn de conceptes significatius) fa referència a Castella i l'aspecte cavalleresc, religiós i popular.
Aquests conceptes són manejats com a símbols per a l'exaltació i l'eloqüència de Del Campo, carregada, en tot moment, de tints autobiogràfics. El domini simfònic de l'autor es revela una vegada més al costat d'ell, inserit en el seu context, un piano alhora concertant i protagonista, cedint la comesa de la textura de la peça en dues ocasions per erigir-se en sintètic i solemne protagonista.

## Estrena
L'obra va ser escrita amb motiu de la commemoració del VII centenari de la presa de Lisboa pel rei Alfonso Henriques i oferta per l'autor al President de la Càmera Municipal de Lisboa. Finalment, va ser estrenada el 12 d'octubre de 1947 al Palau dels Deports de Lisboa per l'Orquestra Nacional Portuguesa amb el mateix Conrado del Campo com a director i el pianista Antonio Iglesias de solista.
Va ser oferta a Madrid, sota la respectiva direcció d'Ataulfo Argenta i Leopold Stokowsky, els anys 1951 i 1956, donant pas a una època de silenci de més de vint anys convertint-se en una obra refrenada pel públic (efecte que encara es manté actualment).

## Moviments
- Molto moderato
- Andante
- Allegreto
- Molto moderato
- Lentamente
- Alegremente mosso
- Allegro moderato
- Solemne, amplio, molto sostenuto
- Cadenza
- Lentamente
- Jota castellana, moderato

## Interpretacions destacables
Com a homenatge a Conrado del Campo amb motiu del centenari del seu naixement (el 1978), es van celebrar una sèrie de concerts impulsats des del Reial Conservatori Superior de Música de Madrid.
En el concert corresponent a l'última setmana, l'ONE, dirigida per Antoni Ros Marbà, amb José Tordesillas (un altre deixeble), van reposar la Fantasía Castellana.
El solista José Tordesillas (que va heretar del mestre no pocs sabers, fins i tot el ser tractat amb persistent injustícia) va fer una versió magnífica per estil i tècnica fins a aconseguir una comunicativitat efusiva davant la qual es va rendir el públic. No menor qualitat va tenir la part orquestral, portada per Ros Marbà amb el seu especial saber i dir.

## Enregistraments
- RNE: A. Iglesias, piano. Orquestra de Hèlsinki. Director Leopoldo Stokowsky. Hèlsinki, 18-12-1965
- RNE: J. Tordesillas, piano. Orquestra Nacional d'Espanya. Director A. Ros Marbà. Teatre Reial, 9-12-1978[1]

## Publicacions
- Editorial EMEC, Madrid, 1982[1]